# Ислам на Соломоновых Островах
Ислам на Соломоновых Островах — религия меньшинства. Его исповедует по разным данным от 350 до 1000 человек, что составляет от 0.048% до 0.13% населения этой страны, а 93 % населения Соломоновых Островов исповедует разные формы христианства. Мусульманская община разделена на адептов исламского религиозного движения ахмадия и суннитов.

## История
Впервые мусульмане на Соломоновых Островах появились в конце XIX века, когда архипелаг был колонией Великобритании. Это были афганцы которых британцы наняли для колонизации этого региона. Они использовались для транспортировки товаров, в сфере общественного питания и строительства дорог. В 1931 году количество мусульман на Соломоновых Островах достигло 393 человек. Однако в дальнейшем большинство из них вернулось на Родину. Новая волна в распространении ислама началась в 1987 году когда на архипелаг прибыл проповедник исламского религиозного движения ахмадия из Ганы Хафизом Джибраилом. В 2000-2005 годах на Соломоновы Острова были направлены ещё проповедники ахмадии, что привело к увеличению сторонников этого движения.

## Современное положение
Согласно докладу Государственного департамента США, в стране проживает около 350 мусульман. Однако, согласно различным сообщениям, только одних мусульман-ахмади в стране может быть до 1000 человек.   
Штаб-квартира мусульманской общины ахмадии находится в Хониаре, столице Соломоновых островов. Также ахмадии распространены в деревнях островов Гуадалканал, Рассел, Саво и Беллона.